# Wasch- und Badehaus Schäfflerbachstraße Augsburg

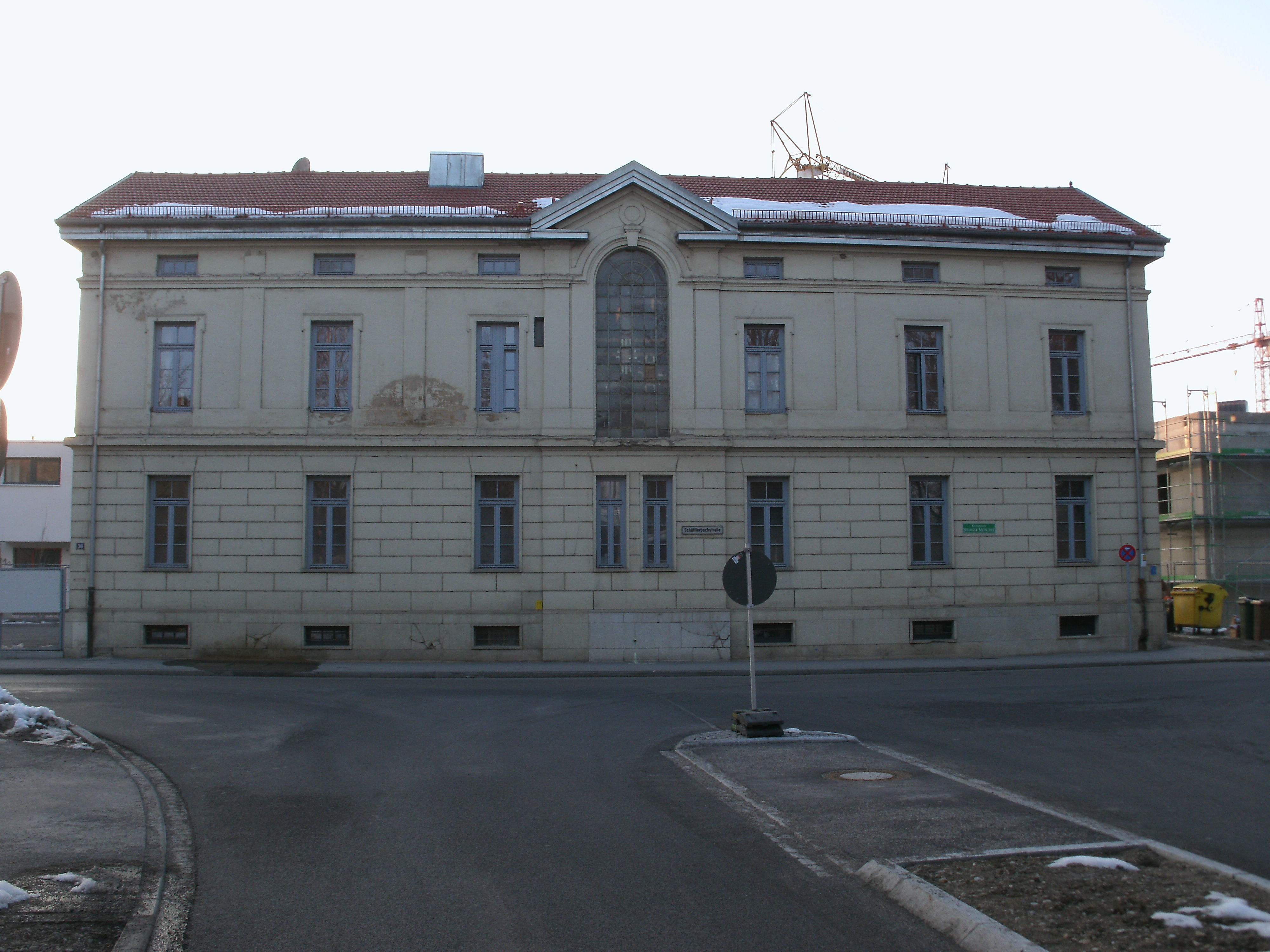
Das Gebäude 2013

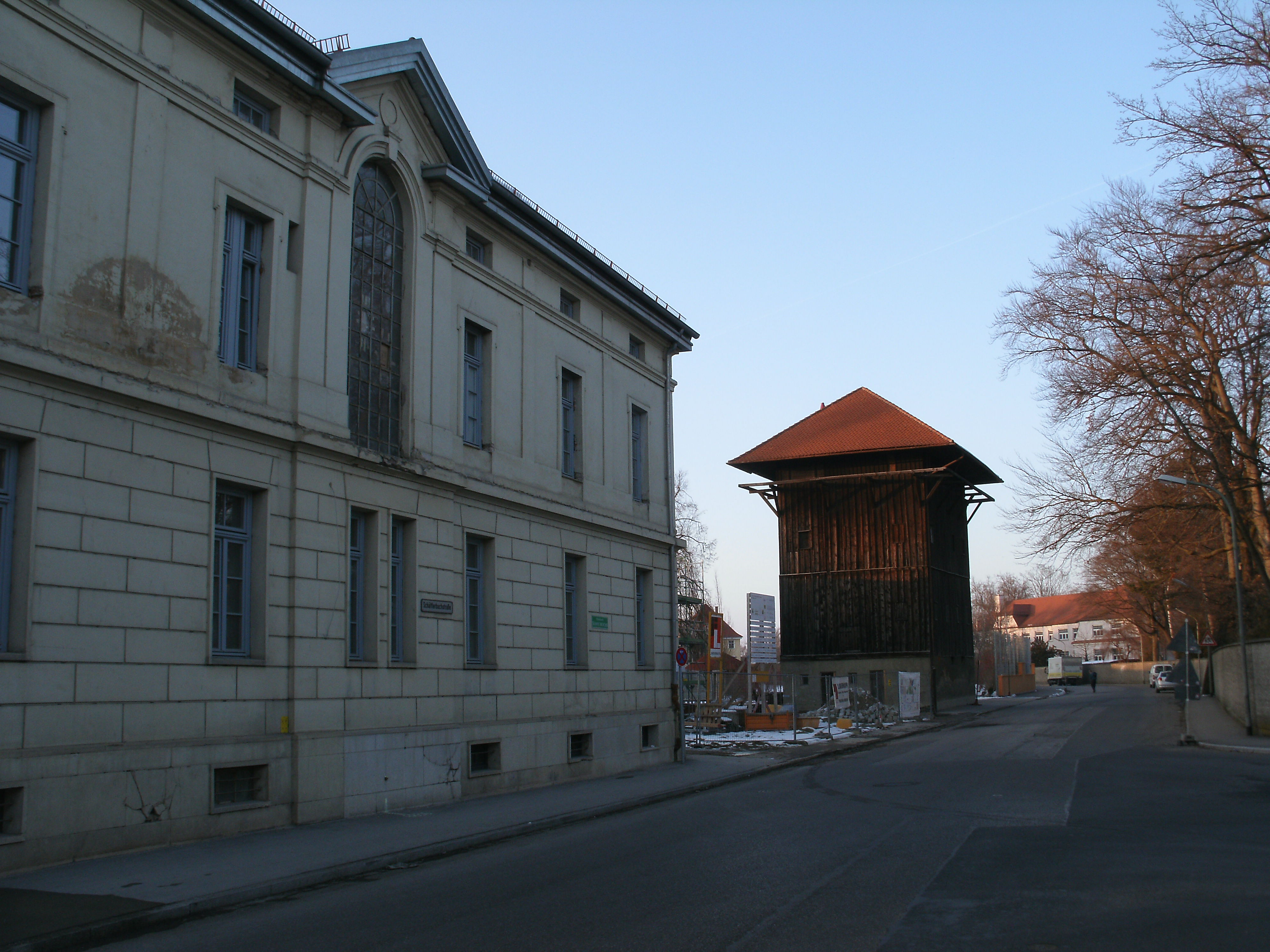
In unmittelbarer Nachbarschaft befindet sich der Färberturm

Das ehemalige Wasch- und Badehaus in der Schäfflerbachstraße 30 in Augsburg ist ein Baudenkmal des Stadtbezirks Am Schäfflerbach. 1997 wurde es unter Denkmalschutz gestellt.
Das Gebäude wurde 1879 von dem Augsburger Architekten Jean Keller erbaut und ist ein zweigeschossiger Traufseitbau mit Satteldach und barockisierender Putzgliederung. Das Haus enthielt 15 Waschküchen, Mangzimmer, Trockenböden, sowie vier Badekabinen. Es diente als Wasch- und Badehaus für Werksangehörige und deren Familien aus der Arbeitersiedlung der Augsburger Kammgarn-Spinnerei, dem sogenannten „Kammgarnquartier“.

## Kammgarn-Selimiye-Moschee
Seit 1980 wird das Gebäude als Moschee genutzt, die Kammgarn-Selimiye-Moschee. Seit 2009 ist die Türkisch-Islamische Gemeinde zu Augsburg-Kammgarn e.V. Eigentümerin des Gebäudes.

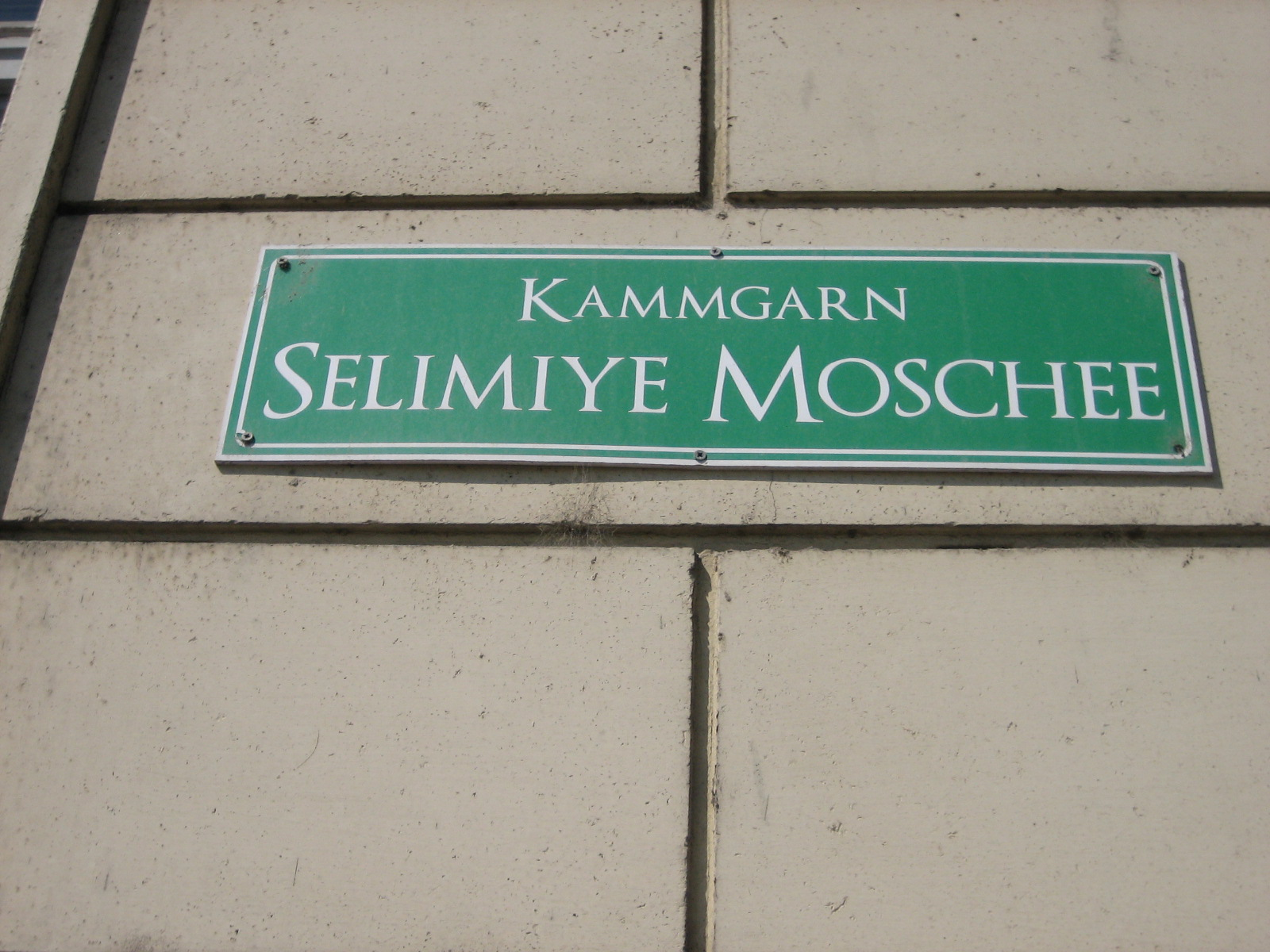
Schild der Selimiye-Moschee